# ميكي هيوز
ميكي هيوز (مواليد 13 يونيو 1962) هو ملاكم من المملكة المتحدة، مثّل بلاده في الألعاب الأولمبية الصيفية 1984.

## روابط خارجية
ميكي هيوز على موقع بوكس ريك (الإنجليزية) (registration required)
- ميكي هيوز على موقع أوليمبيديا (الإنجليزية)